# Jaroslav Paška
Jaroslav Paška, né le 20 juin 1954 à Banská Štiavnica et mort le 15 juillet 2021, est un homme politique slovaque et membre du Parlement européen du Parti national slovaque (SNS) pour la législature 2009-2014 Dans le Parlement européen, il est membre du Groupe Europe de la liberté et de la démocratie directe. Jaroslav Paška est un architecte, et parle le français et le russe.
Il est vice-président du Parti national slovaque depuis 1999
Jaroslav Paška est le premier et jusqu’ici le seul député européen du Parti national slovaque.